# The Grit Groovers
The Grit Groovers（ザ・グリット・グルーヴァーズ）は、ピアノ担当の高瀬啓伍とドラムス担当のチェケラッチョ（こういち）の1998年生まれ二人による日本のインストゥルメンタル・デュオ・ユニットである。

## 概要
結成は2022年。ピアノとドラムスからなるデュオ編成で、ジャズ・エイジを代表するブギ・ウギやブルースのスタイルを取り入れ、コンサートやライブ、イベントへ出演し音楽活動を行っている。

## メンバー
- 高瀬啓伍　ピアノ担当。1998年11月15日生まれ。神奈川県立弥栄高等学校芸術科音楽専攻鍵盤楽器専修卒。斎藤圭土（レ・フレール）主宰のジャパン・ブギ・ウギ・アカデミー第１期生。コンポーザー・ピアニストとして、楽曲制作も手掛ける。
- チェケラッチョ（こういち）　ドラムス担当。1998年9月22日生まれ。昭和音楽大学短期大学部ポピュラー音楽コース卒。俳優、配信ライバーとしても活動している。[2]

## ディスコグラフィー

### アルバム
『Barrelhouse Brats』（2022年5月26日発売 レーベル：Tin Pan Records）
『Sail For …』（2023年5月1日発売 レーベル：PEP BOUNCE RECORDS）